# پلیس رودخانه
پلیس رودخانه (بنگالی: নৌ পুলিশ؛ انگلیسی: River Police) یک واحد تخصصی از پلیس بنگلادش است که مسئولیت نظارت بر راه‌های رودخانه‌ای داخلی در بنگلادش را بر عهده دارد. این واحد همچنین مسئول نظارت بر ماهیگیرها و ماهیگیری در رودخانه‌ها است. معاون بازرسی کل پلیس بنگلادش، عتیق‌الاسلام سرپرست واحد پلیس رودخانه است.

## تاریخچه
پلیس رودخانهٔ بنگلادش در ۱۲ نوامبر ۲۰۱۳ بنیان‌گذاری شد. این سازمان فعالیت خود را با ۷۴۷ نفر پرسنل و تحت نظارت معاون بازرسی کل پلیس بنگلادش آغاز کرد. در ۲۰ ژوئیهٔ ۲۰۲۰ نخستین کمپ پلیس رودخانه در مجموعه نظامی میرپور واقع در داکا تأسیس شد. دولت بنگلادش مجوز احداث پنج کمپ پلیس رودخانه در شهر داکا را صادر کرده‌بود. در ژوئن ۲۰۱۹، پلیس رودخانه فعالیت خود در ناحیه راج‌شاهی را آغاز کرد.